# Saison 2 de Bref.
Chronologie
Saison 1
La saison 2 de Bref. est diffusée à partir du 14 février 2025 sur Disney+ en France.
Scénarisée par Kyan Khojandi et Bruno Muschio, elle fait suite à la saison 1 diffusée treize ans auparavant, dans Le Grand Journal de Canal+ de 2011 à 2012.
Contrairement à la saison précédente qui était de format shortcom (82 épisodes d'environ deux minutes), cette saison est composée de six épisodes d'une durée de trente à quarante minutes.

## Création et production
Le producteur est de nouveau Harry Tordjman. Kyan Khojandi explique qu'une dizaine d'années d'idées a été nécessaire pour accoucher de chaque saison, . 
La saison 2 n'est pas distribuée sur Canal+ car « ils n'ont pas pu nous suivre sur ce qu'on voulait faire », précise Kyan Khojandi. Il ajoute : « On leur a parlé de notre ambition... et donc du budget nécessaire. C'est là-dessus que ça a coincé », précisant « on est en très bons termes. On s'est serré la main, je continue à faire Hot Ones » sur la chaîne cryptée. Bruno Muschio quant à lui, déclare : « En réalité, c'est Canal+ qui n'a pas pu nous suivre. On était hyper partants, et c'est à eux qu'on a proposé le projet en premier mais ils nous ont dit qu'ils ne pouvaient pas. [...] Canal+, ce sont des gens avec qui on a toujours une très bonne relation. Donc, on a été très contents de faire naître la série sur Canal+. Mais là on a dû continuer notre chemin et on a croisé celui de Disney+. Kyan et moi, on les a trouvés super. Ils ont tout de suite été très enthousiastes et on est très contents d'être sur Disney ».

## Distribution
Disney+ annonce le retour d'un grand nombre de protagonistes de la saison 1, et l'arrivée de nouveaux personnages.

### Déjà présents dans la saison 1
- Kyan Khojandi : « Je »
- Baptiste Lecaplain : Baptiste
- Bérengère Krief : Marla
- Alice David : Sarah Béretil
- Keyvan Khojandi : Keyvan, frère de « Je »
- Mikaël Alhawi : Ben
- Sébastien Dédominicis : Julien
- Marina Pastor : la mère de « Je »
- Éric Reynaud-Fourton : le père de « Je »
- Éric Laugérias : l'oncle de « Je »
- Axelle Bossard : La tante de « Je »

### Nouveaux personnages
- Laura Felpin : Billie, la coloc de « Je » et l'ex de Ben
- Jean-Paul Rouve : Jean-Jacques, le voisin de « Je »
- Alexandre Astier : Le psy alcoolique
- Doria Tillier : « Elle », l'ex de « Je »
- Carlito : Jérome, le mari de Keyvan
- Freddy Gladieux : homme spoiler
- Morgane Cadignan : femme spoiler
- Anna Apter : Anna

### Apparitions
- Jonathan Cohen : Serge le Mytho
- Kheiron : Kheiron
- Grégoire Ludig : le médecin
- Monsieur Fraize : Thierry
- Mister V : le glacier
- Pablo Mira : le présentateur
- Thomas VDB : Bernard le RH
- Emmanuelle Bercot : présentatrice César
- Arsen Cheruel : « Je » (16 ans)
- Marwane Kasdi : Ben (15 ans)
- Solal Forte : « Je » (20 ans)
- Jeremie Guilain : Ben (20 ans)
- Nadhir Kherfi : garçon
- Emmanuel Gaillot : doublure « je » 38 ans
- Pascal Blanc : doublure « je » 37 ans
- Simon Fourmy : doublure « je » 30 ans
- Florent Bernard : le comique
- Mariama Gueye : Anaïs
- Jade Guisguillert : Gloria
- Xavier Lacaille : mec Marla
- Maghla : meuf Marla
- Bertrand Usclat : lui-même
- Camille Giry : Camille
- GiedRé : actrice Marla
- Xavier Claudon : YouTubeur
- Ambre Larrazet : femme de Jean-Jacques
- Elsa de Belilovsky : maîtresse « Je » école primaire
- Jules Mariot : « Je » 7 ans
- Orelsan : Orel
- Gringe : Gringe
- Djilsi : Brange, membre des Canards Boiteux
- SEB : Manusan, membre des Canards Boiteux
- Lucien Maine : mec bourré en fin de soirée
- Malu Monroe : fille date Ikea 1
- Léa Elka : fille date Ikea 2
- Alexandra Roth : fille date Ikea 3
- Adèle Simphal : fille date Ikea 4
- Kody : Joseph
- Alyson Grinfeld : la boulangère
- Romain Lancry : la liberté
- Mcfly : le kiffeur de jouet 40 ans
- Noémie Lvovsky : Valérie
- Cédric Salaun : le cousin de Billie
- Liam Hinfray : enfant du poteau / enfant pub jouet 1
- Morgann Boyer-Gibaud : enfant pub jouet 2
- Jean-Louis Andrieux : le banquier
- Fabian Wolfrom : père de « Je » 25 ans
- Alexandre Kominek : l'oncle 30 ans
- Shirine Boutella : fille date projection
- Jean-François Cayrey : instructeur de l'oncle
- Arnaud Lechien : le serveur désagréable
- Antonin Maurel : père de Jérôme
- Sarah Haxaire : mère de Jérôme
- Julien Santini : homme polo père
- Jacques Lustik : le propriétaire
- Anne Loiret : médecin du père de « Je »
- Théo Babac : vendeur magasin de bricolage
- Noémie Chicheportiche : journaliste / Anne
- Greg Romano : le pompier
- Aude Gogny-Goubert : maman petite fille incendie
- Raphaël Descraques : chercheur 1
- Aurélien Préveaux : chercheur 2
- Adel Fugazi : chercheur 3
- Mayssae El Halla : fille du poteau / date Serge
- Félix Dhjan : le polémiste
- Jérémy Charbonnel : présentateur du cinéma
- Dena Vahdani : prof du collège
- Claire Conty : Monique
- Nicolas Guillot : Beuyeuyeute vieux bourré
- Erwan Marinopoulos : le cousin
- Juliette Blanche : la cousine
- Étienne Dubaille : l'épicier
- Samuel Amar : gardien du square
- Mathilde Romano : ex de Baptiste
- Marion Bertrand : fille projection
- Joris Adu : animateur de supermarché
- Amélie Ducobu : mère de « je » 25 ans
- Balthazar Jakob : frère de « je » 12 ans
- Nanou Harry : mère de Grégory
- Roschdy Rezkallah : Grégory
- Alizée Caugnies : petite fille incendie
- Donovan Fouassier : pote de Grégory
- Manel Benyoucef : amoureuse de « Je » 15 ans / enfant poteau
- Eliott Bothorel : frère de « je » 15 ans
- Hillel Belabaci : garçon 15 ans
- Louai El Amrousy : Kheiron 15 ans
- Romain Segaud : l'épicier futuriste
- Johan Legiel : Barbershop quartet
- André Ebongue Bonny : Barbershop quartet
- Rodrigue Okila : Barbershop quartet
- Rudy Desbonnes : Barbershop quartet
- Bruno Muschio : Jamais
- Messi : Gontran, le chien de Billie[9]

## Épisodes

### Épisode 1:Bref. Tout redémarre.
- : 14 février 2025 sur Disney+

### Épisode 2:Bref. C'était trop tard.
- : 14 février 2025 sur Disney+

### Épisode 3:Bref. C'est une question de point de vue.
- : 14 février 2025 sur Disney+

### Épisode 4:Bref. Tout va bien.
- : 14 février 2025 sur Disney+

### Épisode 5:Bref. C'était sous mes yeux depuis le début.
- : 14 février 2025 sur Disney+

### Épisode 6:Bref. C'est du sérieux?
- : 14 février 2025 sur Disney+

## Accueil critique
La série est plutôt bien accueillie, avec une moyenne de 4⁄5 sur huit titres de presse.
En un week-end, elle devient la série la mieux notée sur Allociné avec 4.8⁄5, devançant notamment Game of Thrones et Breaking Bad, même si ces dernières ont largement plus de votes,.
Elle devient aussi la série la plus visionnée sur « Disney+ France », selon le producteur Harry Tordjman,.
Une saison 3 n'est pas exclue, sans donner de date potentielle,. Kyan Khojandi précise néanmoins « il n'y a pas d'obligation auprès de Disney de faire une saison 3 » et qu'ils sont libres [avec son co-scénariste Bruno Muschio] de la faire « dès demain ou dans dix ans [...] la porte est ouverte pour toutes les possibilités ».